# 金正賢
金正賢（：／，1990年4月5日—），韓國男演员。2012年出道，2017年以電視劇《逆賊：偷百姓的盜賊》拿下2017 MBC演技大獎男子新人獎，2019年在《愛的迫降》演技受到認同而令人關注，2020年以《哲仁王后》再度攀上事業高峰。

## 早期生活
金正賢家中有三兄妹，有一個哥哥一個妹妹，他排行第二。小學時期因為人緣好當過學生會長。初三時嘗試了配音，看到觀眾很喜歡他的表演就開始對表演產生興趣，他在釜山盆浦高等學校就讀期間，一邊上表演學院一邊參加學藝會中的戲劇演出。
2009年畢業，考入韓國藝術綜合大學演劇院，同期有演員朴正民、卞約漢和EXO隊長Suho等，並於大學期間入伍服役，成為韓國演藝圈少數出道前便服完兵役的藝人之一。 他說過：「看到人們哭的樣子我也很奇怪的感知到了那份感情，有了可以用感情給某人送去禮物或者從某人手上得到禮物的想法。」因為這樣，大學就想把演員作為職業，覺得學習演技分析人物和作品的話，觀眾就能透過他的表演了解他，所以想成為一個更出色，更進一步發展的人。
2014年畢業，金正賢出道前活躍在舞台劇界，先後參演音樂劇《阿里郎》和話劇《雨中風景》、《紅杏出墻(Thérèse Raquin)》，通過話劇音樂劇和短片累積演技經驗。 在韓藝綜時期演了話劇《紅杏出牆》，《越過尼采，遇見你》的徐恩英(音譯)導演看過公演以後找到了他，後來該年拍了導演的短片《殺人的開始》（살인의 시작），之後也因為這樣獲得獨立電影《越過尼采，遇見你》的試鏡機會。2015年，金正賢擔綱獨立電影《越過尼采，遇見你》男主角，飾演體操選手道賢，電影於2015年釜山電影節首次上映，並獲得大明文化潮流獎。

## 演藝事業

### 2016年：正式出道並與公司簽約，參與更多電影及挑戰電視劇
2016年5月5日，金正賢主演的電影《越過尼采，遇見你》正式在各大電影院上映，金正賢同時作為演員正式出道，此後憑藉該片獲得第25屆韓國釜日電影獎最佳新人男演員獎提名。於6月9日正式宣布與O& Entertainment簽約成為旗下演員後與孔曉振、曹政奭合作出演愛情喜劇《嫉妒的化身》，因在劇中飾演女主角表娜麗的弟弟表致烈一角而受到關注。參演電影《你的名字叫薔薇》 、《某一天》。

### 2017年：拿下新人獎及第一次在電視劇中擔當男主角
2017年1月，金正賢出演古裝劇《逆賊：偷百姓的盜賊》，在劇中飾演與洪吉童同時出生、命運卻截然不同的將士莫離亦憑著這個角色在2017 MBC演技大獎拿下了男子新人獎。 2月，他搭檔韓善伙主演獨幕劇《冰球》，飾演擁有一顆熱情的心卻因愛情而身體結冰的男主人公高萬壽。 7月，他與金世正、張東潤聯袂主演校園劇《學校2017》，扮演在美國闖禍後回到父親投資的高中上學，自由自在討厭束縛的男主角玄泰雲。

### 2018年：參演《加油吧威基基》、《時間》，因為健康因素暫停演藝工作
2018年2月，與李伊庚、孫承源、鄭仁仙、高媛熙、李姝雨等人一起出演喜劇《加油吧威基基》，劇中飾演威基基民宿CEO之一，夢想成為導演的姜東久。3月，與徐睿知出演浪漫愛情電影《邂逅記憶-初戀》，並擔任男主角。 7月，出演《時間》，飾演W法律公司的CEO的千秀浩，劇中講述千秀浩的最後人生，悲劇色彩極重，而金正賢入戲甚深，健康出了問題。8月26日，金正賢的經紀公司發表聲明，金正賢早在拍攝《時間》之前已出現健康問題，但仍堅持以頑強的意志一邊拍攝一邊接受治療，然而金正賢失眠及厭食症愈發嚴重，醫生建議立即停工休息，才不得已與劇組商量。劇組決定在第24集安排千秀浩這角色在海中遇溺身亡，之後金正賢退出《時間》的拍攝，並暫停所有演藝工作配合醫生治療。

### 2019年：康復出演《愛的迫降》
2019年3月，金正賢透過官咖向粉絲們傳達了近況，表示自己正為了健康努力中，已經慢慢在好轉。同年年底，金正賢以劇集《愛的迫降》回歸熒幕，飾演具承俊。

### 2020年：演技受到肯定
2020年2月，《愛的迫降》最後一集播出的那天，金正賢飾演的角色具承俊在韓國實時間熱搜榜排名第一，以證明他的演技受到廣大觀眾的關注。4月，為曾在《愛的迫降》一起演出的徐智慧所主演的電視劇《一起吃晚餐嗎？》作出特別演出。在2020年6月5日，金正賢確定出演穿越喜劇《哲仁王后》，劇中飾演具備雙面性格的哲宗，表面上是個相當懦弱的君王，但其實內心非常堅強，懷著要改革政權的夢，在劇中展現細膩的演技讓觀眾留下深刻的印象。金正賢還親自為《哲仁王后》演唱OST《如初雪般》(첫눈처럼)，更親自為歌曲填詞。

## 爭議

### 拍攝《時間》時期爭議
2018年7月，金正賢與徐玄以男女主角身份出席電視劇《時間》的製作發布會，金正賢全程黑面並拒絕與徐玄撓手合照，被批評態度惡劣。經紀公司事後解釋金正賢是因過度投入角色。而金正賢在只剩四集時以健康理由宣布退出劇組。
2021年4月8日，金正賢被指與徐智慧熱戀，雙方否認緋聞的同時，亦爆出金正賢與經紀公司陷入合約糾紛，而三年前拍攝電視劇《時間》時「用傲慢態度和無禮行為對待同劇女主角徐玄」一事亦被重提。金正賢更被指當時除要求刪減接觸戲份外，在片場與女方碰到手後更即用濕紙巾抹手，令徐玄難堪流淚。2021年4月12日，韓國知名媒體Dispatch報導，金正賢當時的女友徐睿知是幕後指示人，徐睿知在2018年要求男友金正賢不能有任何親密戲、必須對劇組女性採取冷漠的相處方式，並要求金正賢向劇組要求改劇本。二人形象大跌。
2021年4月14日，金正賢發佈手寫道歉信，並表示「當時的樣子就連我自己也無法容忍，後悔到想再次回到過去。將會親自逐一拜訪《時間》的導演、作家、工作人員及演員，包括女主角徐玄等，鄭重地就黑面態度和中途下車道歉。」
2021年5月12日，金正賢方面於與經紀公司O&E Entertainment合約到期日隔天發布聲明宣布與O&E Ent.合約結束，控訴其散佈錯誤訊息、忽視其健康問題強迫拍攝《時間》，並澄清該時期之事件為出於健康原因而非前女友，韓國媒體《YTN Star》也從相關人士手上取得金正賢的診斷證明。 O&E Ent.表示不知情其健康有狀況並堅持合約到期為金正賢方單方面立場，金正賢方決定將採取法律行動後，O&E Ent.代表與金正賢的哥哥作為代理人經過協商，雙方於5月14日宣布達成共識，確定合約於5月11日終止。

## 演出作品

### 電視劇
| 年份 | 電視台 | 劇名                          | 角色             |
| 2016 | SBS    | 《嫉妒的化身》                | 表致烈           |
| 2017 | MBC    | 《逆賊：偷百姓的盜賊》        | 莫離             |
| 2017 | MBC    | 《冰球》                      | 高萬壽           |
| 2017 | KBS2   | 《學校2017》                  | 玄泰雲           |
| 2017 | KBS2   | 《Drama Special－光頭的戀愛》 | 治煥             |
| 2018 | JTBC   | 《加油吧威基基》              | 姜東久           |
| 2018 | MBC    | 《時間》                      | 千秀浩           |
| 2019 | tvN    | 《愛的迫降》                  | 具承俊／阿爾貝托 |
| 2020 | MBC    | 《一起吃晚餐嗎？》            | 李永東           |
| 2020 | tvN    | 《哲仁王后》                  | 哲宗             |
| 2023 | MBC    | 《木偶的季節》                | 木偶／都鎮宇     |
| 2024 | KBS2   | 《熨斗家族》                  | 徐康主           |

### 電影
| 年份 | 片名                        | 角色   |
| 2012 | 《與你同行》                | 振宇   |
| 2014 | 《殺人的開始》              | 道賢   |
| 2016 | 《越過尼采，遇見你》        | 崔道賢 |
| 2016 | 《明天的時間》(내일의 시간) | 李時俊 |
| 2017 | 《某一天》                  | 車代理 |
| 2018 | 《邂逅記憶-初戀》           | 佑鎮   |
| 2019 | 《你的名字叫薔薇》          | 李雨星 |
| 2023 | 《秘密》                    | 李東根 |

### MV
| 年份 | 歌手 | 歌名                                                          |
| 2017 | 4Men | 睜開眼就是離別（눈 떠보니 이별이더라） （页面存档备份，存于） |

### 音樂
| 發表日期      | 曲目                                      | 備註                                  |
| 2018年3月21日 | Moonlight （页面存档备份，存于）          | 電影《邂逅記憶-初戀》OST              |
| 2021年2月17日 | 如初雪般 (첫눈처럼)                       | 電視劇《哲仁王后》OST，並親自參與作詞 |
| 2023年2月3日  | 其實我啊 (난 말야) （页面存档备份，存于） | 電視劇《木偶的季節》OST Part 1        |

## 獎項
| 年份 | 頒獎禮                  | 獎項                          | 作品                                               | 結果 | 來源          |
| 2016 | 第25屆 釜日電影獎       | 最佳新人男演員獎              | 越過尼采，遇見你                                   | 提名 | [ 31 ]        |
| 2017 | 第22屆 春史電影獎       | 最佳男子新人獎                | 越過尼采，遇見你                                   | 提名 | [ 32 ]        |
| 2017 | 第1屆The Seoul Awards   | 電視劇部門 男子新人獎         | 學校2017                                           | 提名 | [ 33 ]        |
| 2017 | MBC演技大獎             | 男子新人獎                    | 逆賊：偷百姓的盜賊                                 | 獲獎 | [ 34 ] [ 35 ] |
| 2017 | KBS演技大獎             | 男子新人獎                    | 學校2017 Drama Special-平頭女孩的春天 (光頭的戀愛) | 提名 | [ 36 ]        |
| 2017 | KBS演技大獎             | 網絡男子人氣獎                | 學校2017                                           | 提名 | [ 37 ]        |
| 2017 | KBS演技大獎             | 最佳情侶獎 (與金世正)         | 學校2017                                           | 提名 | [ 38 ]        |
| 2018 | 第54屆百想藝術大賞      | 電視部門男子新人演技獎        | 學校2017                                           | 提名 | [ 39 ] [ 40 ] |
| 2018 | 第13屆 Soompi Awards    | 最佳情侶獎 (與金世正)         | 學校2017                                           | 提名 | [ 41 ]        |
| 2020 | 亞洲明星盛典 2020       | 人氣獎 (演員)                 | 愛的迫降                                           | 提名 | [ 42 ]        |
| 2021 | 第7屆 APAN Star Awards  | 男子演技賞                    | 愛的迫降                                           | 提名 | [ 43 ]        |
| 2024 | 第10屆 APAN Star Awards | 長篇連續劇 男子最優秀演技獎   | 熨斗家族                                           | 提名 | [ 44 ]        |
| 2024 | KBS演技大獎             | 大獎                          | 熨斗家族                                           | 提名 | [ 45 ]        |
| 2024 | KBS演技大獎             | 男子最優秀演技獎              | 熨斗家族                                           | 獲獎 | [ 45 ]        |
| 2024 | KBS演技大獎             | 長篇電視劇部門 男子優秀演技獎 | 熨斗家族                                           | 提名 | [ 45 ]        |
| 2024 | KBS演技大獎             | 最佳情侶獎（與琴世祿）        | 熨斗家族                                           | 獲獎 | [ 45 ]        |
| 2024 | KBS演技大獎             | 男子網絡人氣獎                | 熨斗家族                                           | 提名 | [ 45 ]        |

## 外部連結
- 金正賢的Instagram帳戶
- 金正賢在互联网电影资料库（IMDb）上的資料（英文）
- 金正賢在HanCinema的頁面（英文）